# 马克斯·扎斯洛夫斯基
马克斯·扎斯洛夫斯基（英語：Max Zaslofsky，1925年12月7日—1985年10月15日) ，美国职业篮球运动员、教练。

## 早年经历
扎斯洛夫斯基是一名犹太人, 他的父母是俄罗斯移民。 他成长于布鲁克林 ，就读于托马斯·杰斐逊高中。 1943年，他高中毕业。第二次世界大战期间，他在美国海军中服役两年。

## 大学生涯
扎斯洛夫斯基进入了圣约翰大学, 他为校队效力了一个赛季。 20岁的他在场上担任后卫，场均7.8分。

## 职业生涯
大一赛季结束后， 扎斯洛夫斯基离开了圣约翰大学，加盟了NBA的前身BAA中的芝加哥牡鹿。
在为芝加哥牡鹿效力期间, 年仅21岁的他被选入NBA最佳阵容一队（1946–47）。 他成为了获得该项荣誉的最年轻球员，这项纪录直到60年后才被勒布朗·詹姆斯超越（2005-06）。 1947-48赛季，他成为了联盟得分王，22岁121天的最年轻得分王纪录直到2010年才被凯文·杜兰特打破。 1949-50赛季，他的投篮命中率领跑联盟。
芝加哥牡鹿队解散后，扎斯洛夫斯基加盟了纽约尼克斯。 1956年，他结束了职业生涯。扎斯洛夫斯基生涯共计四次入选最佳阵容一队1946–47， 1947-48， 1948-49，和 1949-50.他还参加了1952 NBA全明星赛。
后来，他在 ABA 的新泽西美国人/纽约网担任了2年教练。

## 个人生活
马克斯·扎斯洛夫斯基是国际犹太体育名人堂的成员 同时也是纽约城篮球名人堂的一员。
马克斯·扎斯洛夫斯基于1985死于白血病并发症，年仅59岁。 他的妻子名叫Elaine，他们有2个女儿， 1个儿子，另有2个孙辈。